# Fuzaryjne więdnięcie ogórka

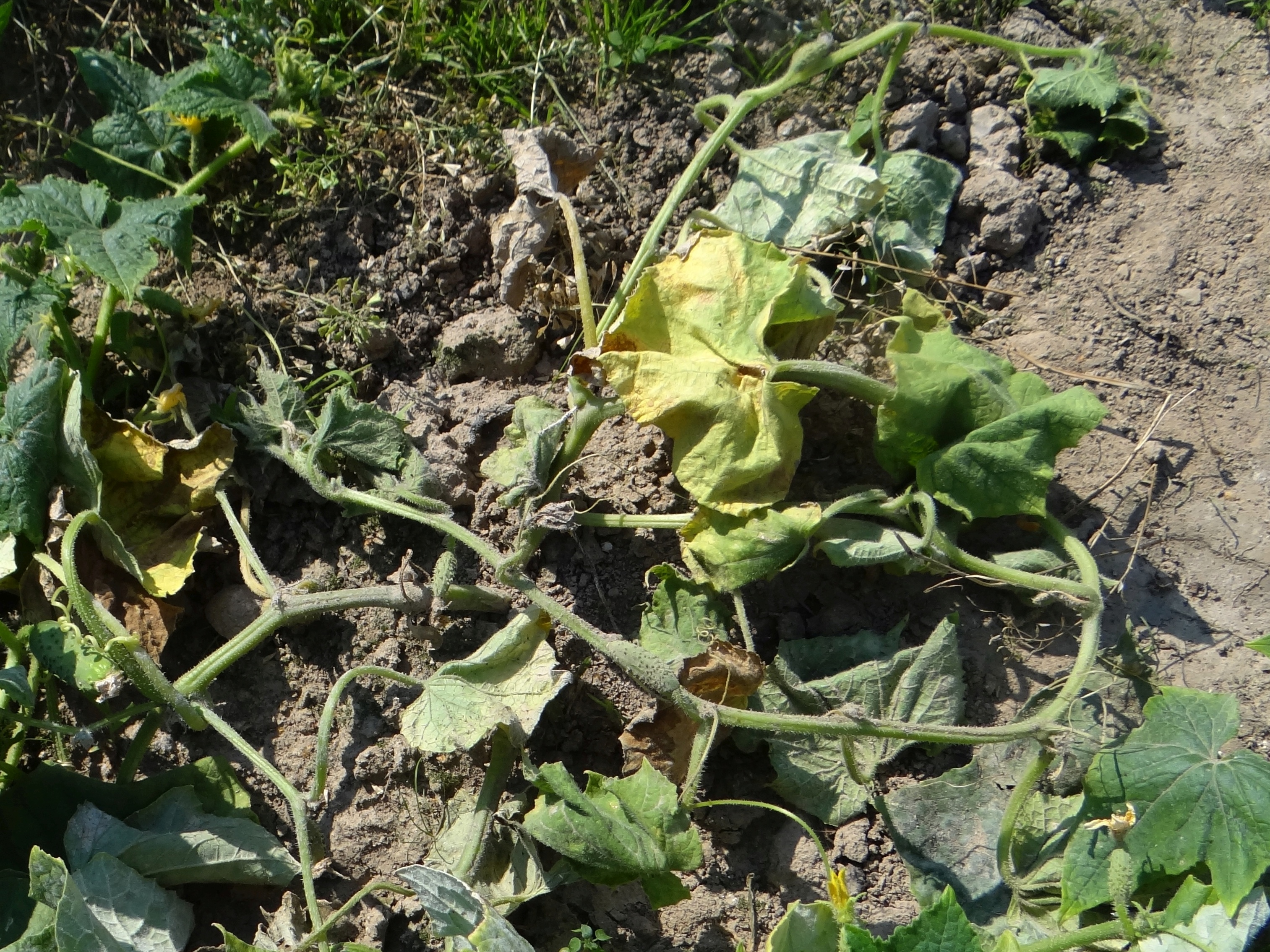
Pierwsze objawy porażenia

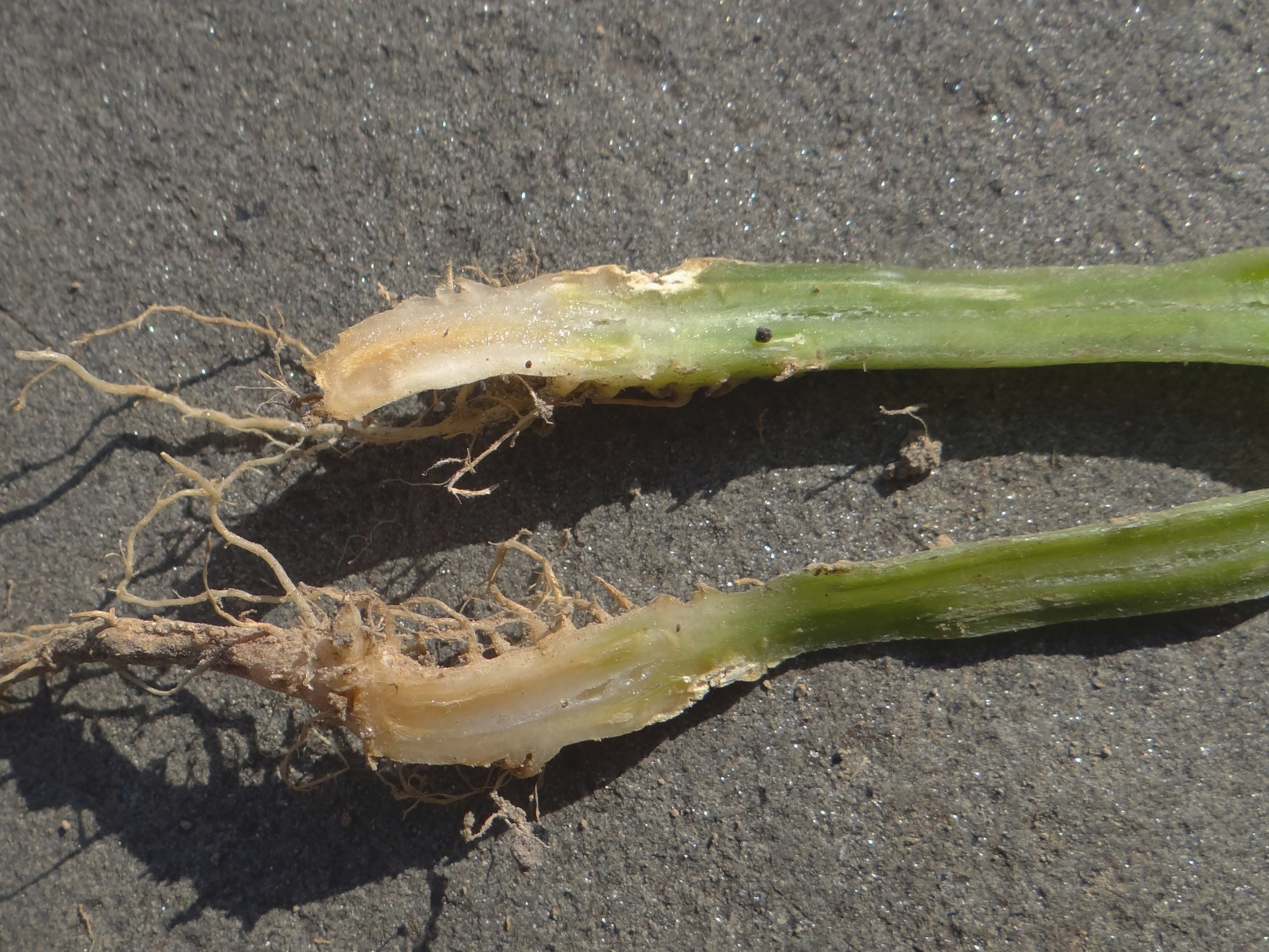
Przekrój przez porażony pęd ogórka

Fuzaryjne więdnięcie ogórka – grzybowa choroba ogórka. Należy do grupy chorób zwanych fuzariozami, a wywołana jest przez Fusarium oxysporum.

## Objawy i szkodliwość
Choroba powszechnie występuje we wszystkich rejonach uprawy ogórków na świecie. Patogen poraża zarówno ogórki uprawiane w gruncie, jak i pod osłonami i to niezależnie od rodzaju podłoża (gleba, wełna mineralna i inne podłoża). Pierwszymi objawami choroby są: zahamowanie wzrostu, więdnięcie (mimo podlewania) i żółknięcie liści, przy czym najpierw żółkną liście dolne, potem górne. Później zżółkłe liście brunatnieją, zasychają i cały pęd obumiera. Czasami przy wilgotnej pogodzie na pędach pojawia się bladoróżowy nalot konidioforów i zarodników grzyba. Przy silnym porażeniu może obumrzeć nawet kilkadziesiąt procent roślin.

## Epidemiologia
Fusarium oxysporum występuje w glebie. W postaci chlamydospor może w niej przetrwać przez wiele lat. Infekuje rośliny przez korzenie. Na porażonych roślinach wytwarza zarodniki konidialne, które dokonują infekcji wtórnych rozprzestrzeniających chorobę. Optymalna dla rozwoju patogenu temperatura to 17–20 °C. Rozwija się w wiązkach przewodzących, co powoduje ich zatykanie grzybnią i więdnięcie rośliny. Tkanki otaczające wiązki przewodzące ulegają nekrozie.

## Ochrona
Porażonych roślin nie można już uratować. Można tylko zapobiegać chorobie stosując profilaktyczne działania:
- termiczne odkażanie gleby i innych podłoży organicznych,
- dezynfekcja pomieszczeń i używanych sprzętów w przerwie między usunięciem starych roślin a posadzeniem nowych,
- podlewanie świeżo nasadzonych roślin fungicydem Topsin M 500 SC w stężeniu 0,15%. Można ten zabieg stosować tylko przy uprawie ogórków w glebie lub na podłożach organicznych,
- zwalczanie ziemiórek i brzegówek, które przenoszą patogen. Jest to szczególnie ważne przy uprawie ogórka na wełnie mineralnej[2].

Skutecznie chroni przed tą chorobą szczepienie ogórków na podkładkach dyni figolistnej lub Benincasa cerifera.